# Lagan Valley (circonscription du Parlement britannique)

Emplacement de la circonscription en Irlande du Nord

Lagan Valley est une circonscription électorale britannique située en Irlande du Nord.